# Пјобези Торинезе (Торино)
Пјобези Торинезе (итал. Piobesi Torinese) је насеље у Италији у округу Торино, региону Пијемонт.
Према процени из 2011. у насељу је живело 3241 становника. Насеље се налази на надморској висини од 237 м.

## Становништво
Према резултатима пописа становништва 2011. у општини је живело 3.713 становника.
| 1931. | 1936. | 1951. | 1961. | 1971. | 1981. | 1991. | 2001. | 2011. |
| ----- | ----- | ----- | ----- | ----- | ----- | ----- | ----- | ----- |
| 1.953 | 1.894 | 1.919 | 1.865 | 2.177 | 2.814 | 2.838 | 3.232 | 3.713 |